# Surendra learmondi
Surendra learmondi är en fjärilsart som beskrevs av Robert Christopher Tytler 1940. Surendra learmondi ingår i släktet Surendra och familjen juvelvingar. Inga underarter finns listade i Catalogue of Life.